# Europeiska centralbankens ordförande
Europeiska centralbankens ordförande, även känd som centralbankschefen, är en hög befattning inom Europeiska unionen som leder Europeiska centralbanken (ECB), en av unionens institutioner med ansvar för att föra unionens monetära politik tillsammans med de nationella centralbankerna inom euroområdet.
Centralbankschefen leder centralbankens direktion och råd. Direktionen består av en vice ordförande och fyra andra ledamöter utöver centralbankschefen, medan ECB-rådet består av de nationella centralbankscheferna från euroområdet tillsammans med ECB:s ordförande och vice ordförande. Utöver att leda ECB:s beslutande organ företräder centralbankschefen ECB utåt. Om centralbankschefen har förhinder, övertas hans eller hennes uppgifter av den vice centralbankschefen.
Ordföranden utses av Europeiska rådet med kvalificerad majoritet för en period av åtta år, som inte kan förnyas. Han eller hon ska, liksom övriga ledamöter av centralbankens direktion, arbeta helt oberoende av andra institutioner, medlemsstaternas regeringar eller andra organ. Den tidigare nederländske centralbankschefen Wim Duisenberg utsågs till den första centralbankschefen för ECB den 26 maj 1998 och tillträdde den 1 juni samma år när ECB bildades. Han utsågs efter en informell överenskommelse som innebar att han efter halva mandatperioden skulle lämna sin post till förmån för Frankrikes kandidat till posten. Därför ersattes han den 1 november 2003 av fransmannen Jean-Claude Trichet. Efter åtta års tjänstgöring, ersattes Trichet av italienaren Mario Draghi den 1 november 2011. Hans mandatperiod sträckte sig fram till och med den 31 oktober 2019. Den 18 oktober 2019 utsåg Europeiska rådet Christine Lagarde till Draghis efterträdare.

## Historia

### Duisenbergs ordförandeskap
Centralbankschefen inrättades som befattning den 1 juni 1998 i samband med bildandet av Europeiska centralbanken. Enligt en överenskommelse mellan medlemsstaternas stats- eller regeringschefer skulle den nederländske centralbankschefen Wim Duisenberg utses till den första europeiska centralbankschefen. Duisenberg var redan sedan tidigare ordförande för Europeiska monetära institutet, ECB:s föregångare. Enligt en inofficiell överenskommelse skulle Duisenberg lämna uppdraget efter fyra år, det vill säga efter halva sin mandatperiod, för att ge plats åt den franske centralbankschefen Jean-Claude Trichet. Överenskommelsen förnekades från officiellt håll men Duisenberg meddelade sin avgång den 9 januari 2003. Han hade för avsikt att lämna ordförandeskapet från och med den 9 juli 2003, men kvarstod i tjänst fram till den 1 november 2003 då hans efterträdare Trichet tillträdde.

### Trichets ordförandeskap

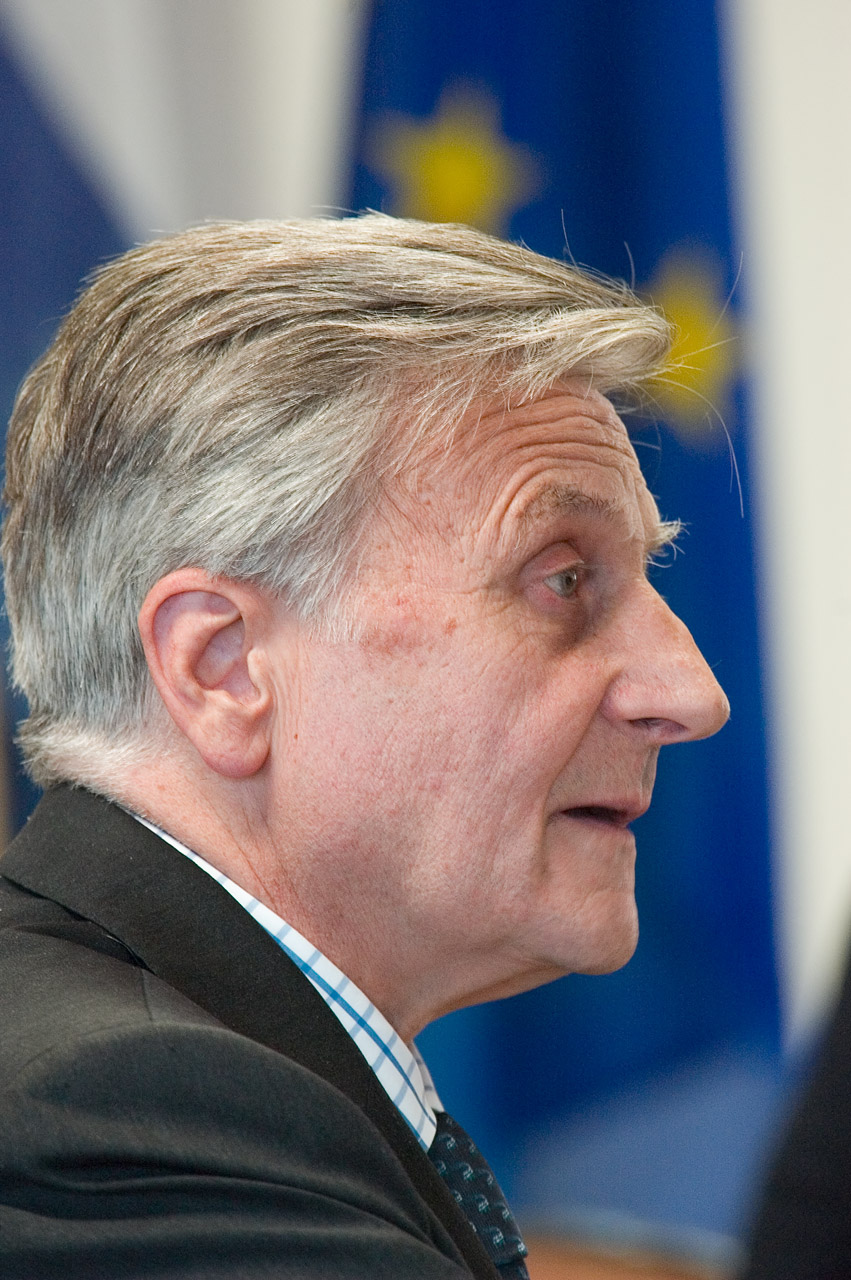
Jean-Claude Trichet var ordförande 2003–2011.

Under sista delen av Trichets ordförandeskap genomled euroområdet en ekonomisk kris till följd av finanskrisen 2007–2008. Trichets främsta styrka var förmågan att bibehålla konsensus och lugn inom ECB. Han blev bland annat tvungen att motstå kritik från Frankrikes president Nicolas Sarkozy, som krävde en mer tillväxtinriktad monetär politik. Tyskland stödde å andra sidan Trichets krav på att medlemsstaterna skulle respektera ECB:s oavhängighet.
Trichet kritiserades för att gå utanför sitt mandat när ECB började stödköpa statsobligationer från euroområdets medlemsstater. Direktionsledamoten Axel Weber och Jürgen Stark, centralbankschefen för den tyska centralbanken, avgick båda i protest mot dessa stödköp, trots att de hjälpte medlemsstaterna från att gå i konkurs. Internationella valutafondens ekonom Pau Rabanal hävdade att Trichet upprätthöll en relativt expansiv monetär politik och till och med gjorde avkall på ECB:s mål om prisstabilitet för att gynna ekonomisk tillväxt och sysselsättning. Trots att Trichet gick utanför sitt mandat lyckades han att hålla räntorna under kontroll och upprätthålla en bättre prisstabilitet än Deutsche Bundesbank hade lyckats med innan införandet av euron.
Utöver att försvara ECB:s oavhängighet och balansera mellan sunda räntenivåer och ekonomisk stabilitet tvingades Trichet att stå emot Sarkozy för att få igenom automatiska sanktioner och stå emot Tysklands förbundskansler Angela Merkel för att hindra den privata sektorns inblandning i nödlånen till de utsatta medlemsstaterna. Trichet gjorde dock vissa misstag under sin tid som centralbankschef, däribland att höja räntorna precis efter att inflationen nådde sin topp och innan recessionen som inträffade till följd av att Lehman Brothers gick i konkurs. Han var också försiktig med stödköpandet av statsobligationer. I sitt trettiofemte och sista framträdande inför Europaparlamentet efterfrågade Trichet mer politisk enighet, inklusive utökade befogenheter för ECB, upprättandet av ett europeiskt finansdepartement och mer omfattande granskande befogenheter för Europaparlamentet. Trichet tilldelades Karlspriset under 2011 för sitt europeiska engagemang.

### Draghis ordförandeskap
Tysken Axel Weber var från början tippad att bli nästa centralbankschef efter Trichet, men Weber avgick under 2011 från ECB:s direktion i protest mot stödköpen av statsobligationer även om ”personliga skäl” angavs som orsak från officiellt håll. Italienaren Mario Draghi valdes istället till ny centralbankschef den 24 juni 2011. Han tillträdde sin post den 1 november 2011. Bland Draghis viktigaste insatser under sitt ordförandeskapet var den fortsatta hanteringen av eurokrisen. Den 23 juli 2012 höll Draghi ett tal där han uttalade att ECB skulle göra allt som krävdes för att värna euron integritet, något som kom att prägla hans fortsatta ordförandeskap.

### Lagardes ordförandeskap
Christine Lagarde efterträdde Mario Dragh som centralbankschef den 1 november 2019. Några månader efter att hon hade tillträtt bröt covid-19-pandemin ut och hennes ordförandeskap har därför i första hand präglats av ECB:s roll i att dämpa de ekonomiska följderna i pandemins spår. Hon genomdrev bland annat ett omfattande stödprogram på 1 850 miljarder euro i form av köp av värdepapper, i synnerhet statsobligationer, på finansmarknaden.

## Utnämningsförfarande
Centralbankschefen utses av Europeiska rådet med kvalificerad majoritet på rekommendation av Europeiska unionens råd och efter samråd med Europaparlamentet och Europeiska centralbankens råd. Han eller hon ska väljas ”bland personer vars auktoritet och yrkeserfarenhet inom den finansiella sektorn är allmänt erkända” och väljs för en period av åtta år, som inte kan förnyas. Endast unionsmedborgare får utses till centralbankschef. Centralbankschefen kan i undantagsfall bli avsatt av EU-domstolen på begäran av ECB-rådet eller direktionen.

## Funktioner och befogenheter

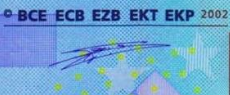
Namnteckning på en eurosedel.

Centralbankschefen leder ECB och dess beslutande organ. Han eller hon är ordförande för direktionen, ECB-rådet samt Europeiska centralbankens allmänna råd. Centralbankschefen företräder ECB i förbindelserna med de andra institutionerna, till exempel när Europeiska unionens råd fattar beslut som rör Europeiska centralbankssystemet, och när centralbankens årsrapport presenteras inför Europaparlamentet och Europeiska unionens råd. Centralbankschefen kan på centralbankens vägnar ingå rättsligt bindande överenskommelser. Hans eller hennes namnteckning pryder också alla eurosedlar; att underteckna eurosedlarna är av tradition en av de första uppgifterna som centralbankschefen gör efter att ha tillträtt sin post.
Trots att centralbankschefen saknar politisk makt ansågs exempelvis Mario Draghi vara världens elfte mäktigaste person under 2015 och världens artonde mäktigaste person under 2018, enligt den amerikanska tidskriften Forbes.

## Lista över ordförande
| Nr | Namn                | Ämbetstid  | Ämbetstid  | Nationalitet  |
| -- | ------------------- | ---------- | ---------- | ------------- |
| 1  | Wim Duisenberg      | 1998-06-01 | 2003-10-31 | Nederländerna |
| 2  | Jean-Claude Trichet | 2003-11-01 | 2011-10-31 | Frankrike     |
| 3  | Mario Draghi        | 2011-11-01 | 2019-10-31 | Italien       |
| 4  | Christine Lagarde   | 2019-11-01 | 2027-10-31 | Frankrike     |